# کان ساوادا
کان ساوادا (انگلیسی: Kan Sawada؛ زادهٔ ۹ آوریل ۱۹۶۸) آهنگساز اهل ژاپن است.